# Zwettl (distrito)
Zwettl é um distrito da Áustria no estado da Baixa Áustria.

## Geografia
O distrito de Zwettl ocupa uma área de 1 399,15 km².

## Municípios
|  |

Zwettl é dividido em 24 municípios. Lista de municípios e respectivos bairros, vilas e outras subdivisões:
- Allentsteig
  - Allentsteig, Bernschlag, Reinsbach, Thaua, Zwinzen
- Altmelon
  - Altmelon, Dietrichsbach, Dürnberg, Fichtenbach, Großpertenschlag, Kleinpertenschlag, Kronberg, Kronegg, Marchstein, Perwolfs, Schwarzau
- Arbesbach
  - Arbesbach, Brunn, Etlas, Haselbach, Kamp, Neumelon, Pretrobruck, Purrath, Rammelhof, Schönfeld, Schwarzau, Wiesensfeld
- Bärnkopf
- Echsenbach
  - Echsenbach, Gerweis, Großkainraths, Haimschlag, Kleinpoppen, Rieweis, Wolfenstein
- Göpfritz an der Wild
  - Almosen, Breitenfeld, Georgenberg, Göpfritz an der Wild, Kirchberg an der Wild, Merkenbrechts, Scheideldorf, Schönfeld an der Wild, Weinpolz
- Grafenschlag
  - Bromberg, Grafenschlag, Kaltenbrunn, Kleingöttfritz, Kleinnondorf, Langschlag, Schafberg, Wielands
- Groß Gerungs
  - Aigen, Albern, Antenfeinhöfe, Blumau, Böhmsdorf, Dietmanns, Egres, Etlas, Etzen, Frauendorf, Freitzenschlag, Griesbach, Groß Gerungs, Groß Meinharts, Haid, Harruck, Häuslern, Heinreichs, Hypolz, Josefsdorf, Kinzenschlag, Klein Gundholz, Klein Reinprechts, Klein Wetzles, Kotting Nondorf, Marharts, Mühlbach, Nonndorf, Ober Neustift, Ober Rosenauerwald, Oberkirchen, Preinreichs, Reitern, Schall, Schönbichl, Siebenberg, Sitzmanns, Thail, Wendelgraben, Wurmbrand
- Großgöttfritz
  - Engelbrechts, Frankenreith, Großgöttfritz, Großweißenbach, Kleinweißenbach, Reichers, Rohrenreith, Sprögnitz
- Gutenbrunn
  - Gutenbrunn, Ulrichschlag
- Kirchschlag
  - Bernhardshof, Eck, Gaßles, Kienings, Kirchschlag, Merkengerst, Pleßberg, Roggenreith, Scheib, Schneeberg
- Kottes-Purk
  - Bernhards, Dankholz, Doppl, Elsenreith, Ensberg, Ernst, Felles, Fohra, Gotthardschlag, Gschwendt, Günsles, Heitzles, Hörans, Kalkgrub, Koppenhof, Kottes, Leopolds, Münichreith, Pfaffenschlag, Pötzles, Purk, Reichpolds, Richterhof, Runds, Schoberhof, Singenreith, Teichmanns, Trittings, Voirans, Voitsau, Weikartschlag, Wernhies
- Langschlag
  - Bruderndorf, Bruderndorferwald, Fraberg, Kainrathschlag, Kasbach, Kehrbach, Kleinpertholz, Kogschlag, Langschlag, Langschlägerwald, Mittelberg, Mitterschlag, Münzbach, Reichenauerwald, Schmerbach, Siebenhöf, Stierberg, Streith
- Martinsberg
  - Edlesberg, Kleingerungs, Kleinpertholz, Loitzenreith, Martinsberg, Mitterndorf, Oed, Pitzeichen, Poggschlag, Reitzendorf, Thumling, Walpersdorf, Weixelberg, Wiehalm
- Ottenschlag
  - Bernreith, Endlas, Jungschlag, Neuhof, Oedwinkel, Ottenschlag, Reith
- Pölla
  - Altpölla, Döllersheim, Franzen, Kienberg, Kleinenzersdorf, Kleinraabs, Krug, Neupölla, Nondorf, Ramsau, Reichhalms, Schmerbach am Kamp, Waldreichs, Wegscheid am Kamp, Wetzlas
- Rappottenstein
  - Aggsbach, Arnreith, Dietharts, Grossgundholz, Grötschen, Grünbach, Hausbach, Höhendorf, Kirchbach, Kleinnondorf, Lembach, Neustift, Oberrabenthan, Pehendorf, Pfaffendorf, Pirkenreith, Rappottenstein, Reichenbach, Riebeis, Ritterkamp, Roiten, Selbitz
- Sallingberg
  - Armschlag, Grainbrunn, Großnondorf, Heubach, Kamles, Kleinhaslau, Lugendorf, Moniholz, Rabenhof, Sallingberg, Spielleithen, Spielleithen, Voitschlag
- Schönbach
  - Aschen, Dorfstadt, Fichtenhöfen, Grub im Thale, Klein-Siegharts, Lengau, Lichtenau, Lohn, Pernthon, Schönbach
- Schwarzenau
  - Ganz, Großhaselbach, Hausbach, Limpfings, Modlisch, Schlag, Schwarzenau, Stögersbach
- Schweiggers
  - Großreichenbach, Kleinwolfgers, Limbach, Mannshalm, Meinhartschlag, Perndorf, Reinbolden, Sallingstadt, Schwarzenbach, Schweiggers, Siebenlinden, Streitbach, Unterwindhag, Vierlings, Walterschlag, Windhof
- Traunstein
  - Biberschlag, Dietmanns, Gürtelberg, Haselberg, Hummelberg, Kaltenbach, Pfaffings, Prettles, Schönau, Spielberg, Stein, Traunstein, Walterschlag, Weidenegg
- Waldhausen
  - Brand, Gutenbrunn, Hirschenschlag, Königsbach, Loschberg, Niedernondorf, Niederwaltenreith, Obernondorf, Rappoltschlag, Waldhausen, Werschenschlag, Wiesenreith
- Zwettl
  - Annatsberg, Bernhards, Böhmhöf, Bösenneunzen, Edelhof, Eschabruck, Friedersbach, Gerlas, Germanns, Gerotten, Gradnitz, Großglobnitz, Großhaslau, Gschwendt, Guttenbrunn, Hörmanns, Hörweix, Jagenbach, Jahrings, Kleehof, Kleinmeinharts, Kleinotten, Kleinschönau, Koblhof, Marbach am Walde, Mayerhöfen, Merzenstein, Mitterreith, Moidrams, Negers, Neusiedl, Niederglobnitz, Niederneustift, Niederstrahlbach, Oberstrahlbach, Oberwaltenreith, Ottenschlag, Purken, Ratschenhof, Rieggers, Ritzmannshof, Rosenau Dorf, Rosenau Schloss, Rottenbach, Rudmanns, Schickenhof, Syrafeld, Unterrabenthan, Unterrosenauerwald, Uttissenbach, Waldhams, Wolfsberg, Zwettl Stift, Zwettl